# フラミニア街道

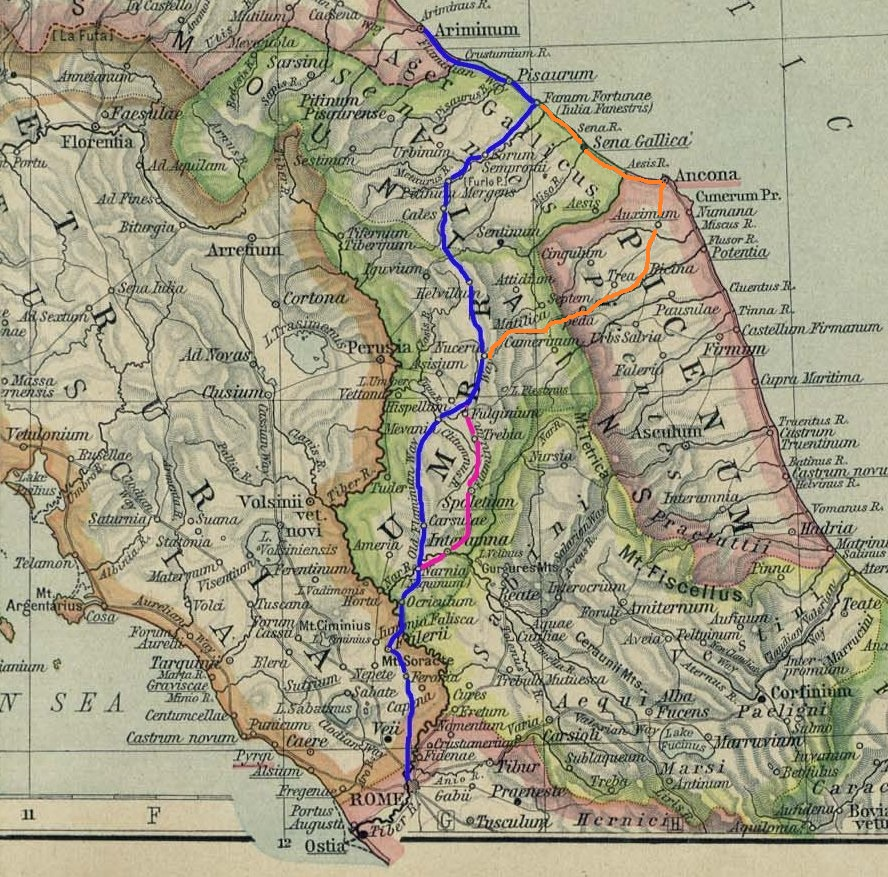
フラミニア街道の地図（青）。紫の線は新フラミニア街道

フラミニア街道（Via Flaminia）は、ローマからリミニまでを結ぶローマ街道で、北に向かう最も重要な経路だった。

## 歴史
フラミニア街道はガイウス・フラミニウスがケンソルを務めていた紀元前220年に建設された。文献によれば、ローマ帝国時代にも頻繁に改修が行われている。アウグストゥスがローマ街道の全面的な改修を実施した際、各街道を元老院議員に分担させたが、フラミニア街道は自らが担当した。そしてローマの北3kmのところでテヴェレ川に架かっている ミルウィウス橋（紀元前109年にマルクス・アエミリウス・スカウルスが建造）と所在不明な Pons Minucius 以外の全ての橋を再建した。アウグストゥスの名誉を称えて、ミルウィウス橋とリミニに凱旋門が建てられ、リミニの凱旋門は現存している。紀元77年にはウェスパシアヌス帝が新たにトンネルを作り Intercisa という新たな経路を完成させた（Furlo）。また、トラヤヌス帝がフラミニア街道沿いのいくつかの橋を修理させたことが石碑から判明している。
中世になると Ravenna road と呼ばれ、ラヴェンナとローマを結ぶ道として知られていた。しかし東ローマ帝国のラヴェンナ総督府が陥落しランゴバルド人が支配するようになると、この道は使われなくなった。ルネサンス期に部分的に再建され、ナポレオン・ボナパルトの時代や第二次世界大戦時にも軍事的に重要な道として使われ続けた。現在は古代のフラミニア街道に沿って国道3号線 (strada statale 3) が整備され、ローマからアドリア海に向かう主要道路の1つとなっている。
フラミニア街道は古代には2つの意味で重要だった。紀元前3世紀から紀元前2世紀のローマの拡大期には、フラミニア街道はポー平原で収穫された小麦をローマや中央イタリアに運ぶ経路として重要だった。ローマが衰退してくると、フラミニア街道はイタリア中心部に向かう道として重要になった。ガイウス・ユリウス・カエサルもローマ内戦でこの道を使ってローマに向かったし、数々の蛮族も東ローマ帝国の将軍もこの道を通ってローマに向かった。そのため、フラミニア街道沿いには数々の古戦場がある。例えばサッソフェッラート近郊のSentinumや現代のグアルド・タディーノにあたるTadinumなどがある。中世初期には、この街道を東ローマ帝国が押さえていたため、歴史家はこの一帯を「ビザンチン回廊 (Byzantine corridor)」とも呼ぶ。

## 経路

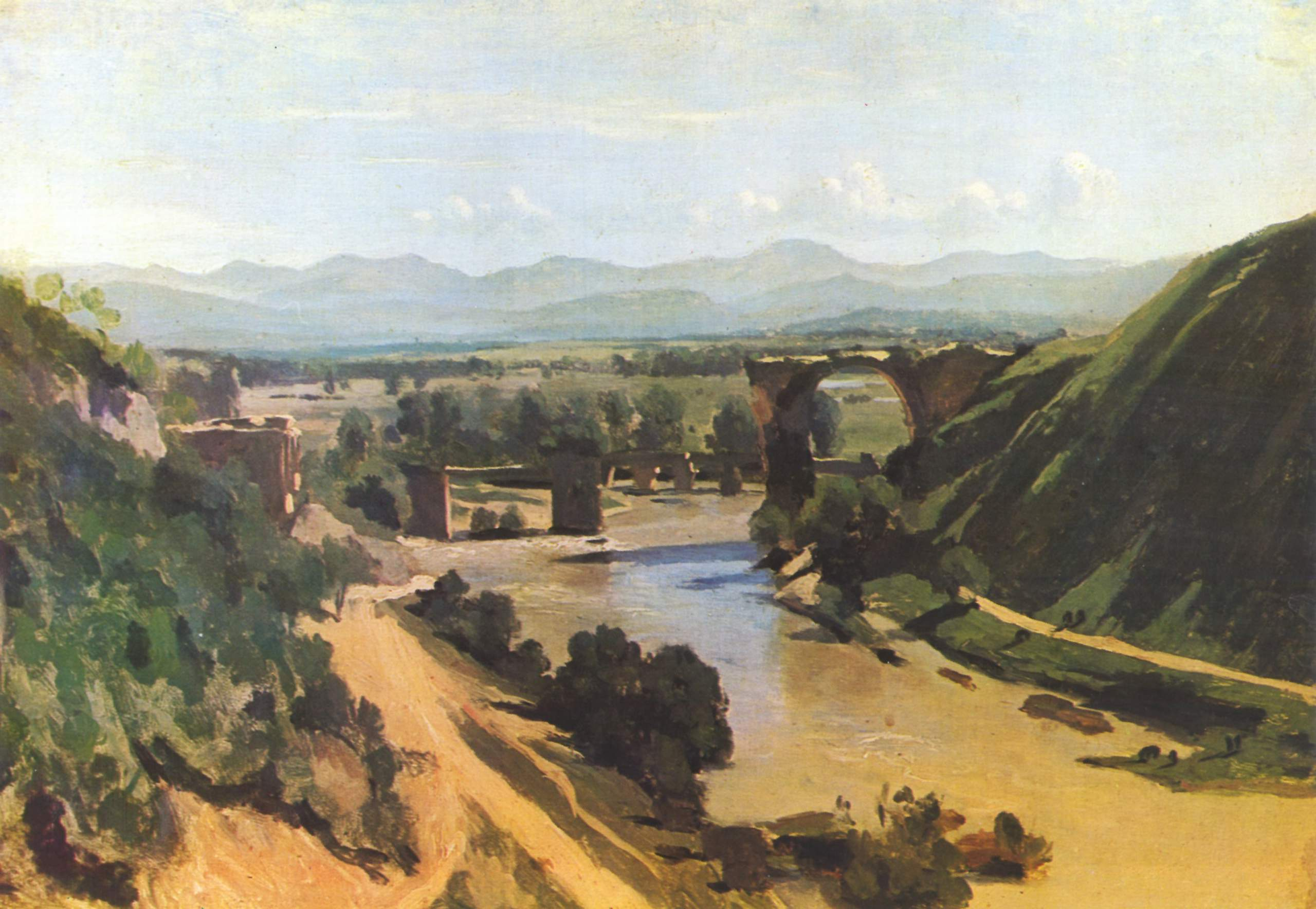
ナルニの橋の絵。ジャン＝バティスト・カミーユ・コロー画。1826年

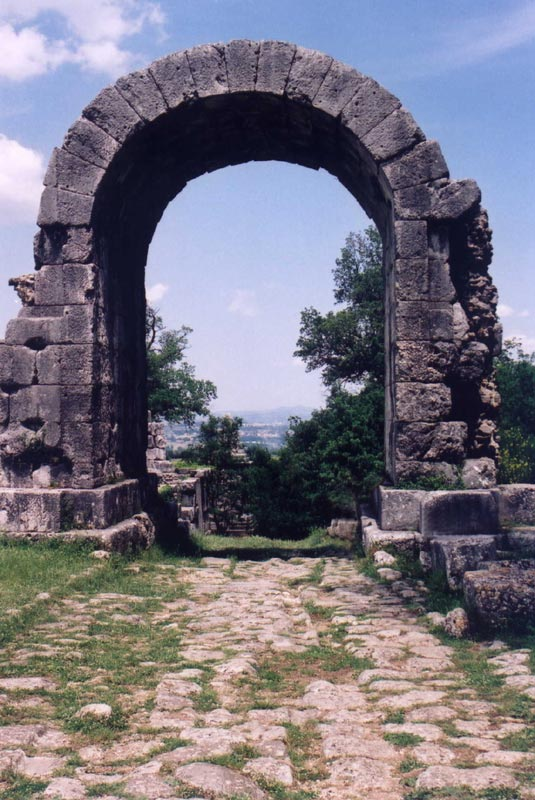
カズラエのフラミニア街道

アウレリアヌス城壁内のローマでは、ポポロ広場がフラミニア街道の出発点となっている。そこからさらにカンピドリオまで Via del Corso (Via Lata) が続いており、フラミニア街道の一部と見ることもできる。街道はそこから北に向かうが、今では近代的な舗装が施されている。エトルリア人の都市 Falerii（現在のチーヴィタ・カステッラーナ）のやや東を通り、テヴェレ川を渡ってウンブリア州に入る。その後 Ocriculum（現在のオトリーコリ）と Narnia（現在のナルニ）を通り、ナルニを通るネラ川と交差している。そこにかかっていた橋はマルティアリスによれば4つのアーチで構成された最大のローマ橋で、今も1つのアーチと全ての橋脚が残っている。さらに Casuentum（現在のサン・ジェーミニ）を通り、2つの保存状態のよい古代の橋を渡って、カズラエ (Carsulae) を経由して Mevania（現在のベヴァーニャ）を通り、フォリーニョ (Forum Flaminii) へと至る。後に Narnia から Forum Flaminii までのもっと遠回りな経路が採用されるようになり、道のりが12ローマンマイル (18km) 増えた。こちらの経路ではInteramna Nahars（テルニ）、Spoletium（スポレート）、Fulginium（フォリーニョ）を通り、そこから Perusia（ペルージャ）方面に分岐する枝道があった。
Forum Flaminii の先は Nuceria Camellaria（ノチェーラ・ウンブラ）に向かい、そこから Septempeda に向かう枝道があり、さらにアンコーナに向かう枝道と Tolentinum（トレンティーノ）と Urbs Salvia（ウルビザーリア）に向かう枝道があった。街道は Helvillum（位置は不明だが、現在のシジッロまたはフォッサート・ディ・ヴィーコと思われる）を通ってアペニン山脈を越える。古代の文献によれば、その峠のあたりにユーピテルの神殿があったという。その後下って Cales（カーリ）に至り、そこから北東に曲がってブラーノ川の峡谷に沿って進んだ。
最も狭い部分では岩を掘ったトンネルを使って通している。紀元前3世紀のものとされる最古のトンネルは、ウェスパシアヌス帝が新たに築いたトンネルで置き換えられた。これが現在の Gola del Furlo であり、古代には Intercisa（「切って通す」の意）と呼ばれていた。2車線の国道3号線 Flaminia は今もウェスパシアヌスのトンネルを使っており、皇帝が奉納した石碑が今もあり、それ以前の古いトンネルの名残も見える。
フラミニア街道はアペニン山脈の峡谷から Forum Sempronii（フォッソンブローネ）に出て、アドリア海に面した Fanum Fortunae（ファーノ）に至る。そこから北西に向かい Pisaurum（ペーザロ）を経由して Ariminum（リミニ）に至る。ローマからの道のりは、古い経路では210ローマンマイル (311km)、新しい経路では222ローマンマイル (329km) である。